# Oyfn Pripetshik

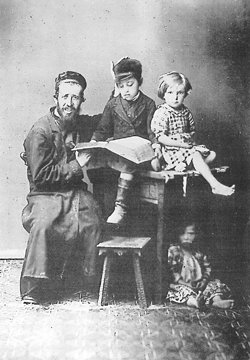
Um professor (melamed) na região do Pale

Oyfn Pripetshik (Iídiche: אויפן פריפעטשיק, também escrito Oyfn Pripetchik, Oyfn Pripetchek, etc.) é uma canção Iídiche composta por Mark Warshawsky (1848–1907). A canção é sobre um rabi ensinando aos seus jovens estudantes o alef-beit. No final do século XIX, foi uma das canções mais populares dos judeus da Europa Central e Europa Oriental e, como tal, é uma importante memória musical da Europa pré-Holocausto. A música ainda é cantada em jardins de infância judaicos. 
A quarta estrofe introduz lamentos trágicos na música: "Quando, crianças, vocês envelhecerem / Vocês vão entender / Quantas lágrimas residem nessas letras / E quanto lamento." As letras sugerem o ditado tradicional iídiche "A história dos judeus está escrita em lágrimas".

## Letra
| Letra Iídiche: אוֹיפְן פְּרִיפֶּעטְשִיק בְּרֶענְט אַ פַיֵיערְל" ,אוּן אִין שְׁטוּבּ אִיז הֵייס ,אוּן דֶער רֶבִּי לֶערְנְט קְלֵיינֶע קִינְדֶערְלֶעךְ ".דֵעם אַלֶף־בֵּית Refrão: ,זָאגְט זְשֶע, קִינְדֶערְלֶעך, גֶעדֶענְקְט זְשֶע טַייעֶרֶע" ;ווָאס אִיר לֶערְנְט דָא :זָאגְט זְשֶע נָאךְ אַ מָאל, אוּן טאַקֶע נָאךְ אַ מָאל !קָמֶץ־אַלֶף: אָ ,לֶערְנְט, קִינְדֶער, מִיט גְרוֹיס חֶשֶׁק ;אַזוֹי זָאג אִיךְ אַייךְ אָן - ווֶער סְ'ווֶעט גִיכֶער פוּן אַייךְ קֶענֶען עִבְרִי .דֶער בַּאקוּמְט אַ פאָהן ,לֶערְנְט, קִינְדֶער, הָאט נִישְׁט מוֹרָא ;יֶעדֶער אָנְהֵייבּ אִיז שְׁווֶער ,גְלִיקְלֶעךְ דֶער ווָאס הָאט גֶעלֶערְנְט תּוֹרָה ?צִי דַארְף אַ מֶענְטְש נָאךְ מֶער ,אִיר ווֶעט, קִינְדֶער, עֶלְטֶער ווֶערְן ,ווֶעט אִיר אַלֵיין פַארְשְׁטֵיין ווִיפְל אִין דִי אוֹתִיוֹת לִיגְן טְרֶערֶן ...אוּן ווִיפְל גֶעווֵיין ,אַז אִיר ווֶעט, קִינְדֶער, דֶעם גָלוּת שְׁלֶעפְן ,אוֹיסְגֶעמוּטְשֶעט זַיין ,זָאלְט אִיר פוּן דִי אוֹתְיוֹת כּוֹח שֶעפְן ".קוּקְט אִין זֵיי אַרַיין | Transliteração: Oyfn pripetchik brent a fayerl, Un in shtub iz heys, Un der rebe lernt kleyne kinderlekh, Dem alef-beys. Refrão: Zet zhe kinderlekh, gedenkt zhe, tayere, Vos ir lernt do; Zogt zhe nokh a mol un take nokh a mol: Komets-alef: o! Lernt, kinder, mit groys kheyshek, Azoy zog ikh aykh on; Ver s'vet gikher fun aykh kenen ivre - Der bakumt a fon. Lernt, kinder, hot nit moyre, Yeder onheyb iz shver; Gliklekh der vos hot gelernt toyre, Tsi darf der mentsh nokh mer? Ir vet, kinder, elter vern, Vet ir aleyn farshteyn, Vifl in di oysyes lign trern, Un vi fil geveyn. Az ir vet, kinder, dem goles shlepn, Oysgemutshet zayn, Zolt ir fun di oysyes koyekh shepn, Kukt in zey arayn! | Tradução para o português: No forno à lenha, um fogo queima, E na casa está quente. E o rabino está ensinando pequeninas crianças, o alfabeto. Refrão: Vejam, crianças, lembrem-se, queridos, O que vocês aprendem aqui; Repitam e repitam mais uma vez, Komets-alef: o! Aprendam, crianças, com grande entusiasmo. Então eu ensino vocês; Aquele entre vocês que aprender a pronunciação hebraica mais rápido - Ele receberá uma bandeira. Aprendam crianças, não tenham medo, Todo começo é difícil; É sortudo aquele que aprendeu a Torá, O que mais uma pessoa precisa? Quando vocês envelhecerem, crianças, Vocês entenderão por si mesmas, Quantas lágrimas estão nessas letras, E quanto lamento. Quando vocês, crianças, sofrerem no Exílio, E estiverem exaustas, Que vocês obtenham força dessas letras, Olhem para elas! |

### Letra curta
| Transliteração: Oyfn pripetchik brent a fayerl, Un in shtub iz heys, Un der rebe lernt kleyne kinderlakh, Dem alef-beys. Refrão: Zet zhe kinderlakh, gedenkt zhe, tayere, Vos ir lernt do; Zogt zhe nokh a mol un take nokh a mol: Komets-alef: o! Lernt kinderlakh, lernt mit freyd, lernt dem alef-beyz. Gliklekh is der Yid, wos kent die toyre un dos alef-beyz. | Tradução para o português: No forno à lenha, um fogo queima, E na casa está quente. E o rabino está ensinando pequeninas crianças, o alfabeto. Refrão: Vejam, crianças, lembrem-se, queridos, O que vocês aprendem aqui; Repitam e repitam mais uma vez, Komets-alef: o! Aprendam, crianças, com felicidade. Aprendam o Alef-beit Afortunado é o judeu que conhece a Torá. e o Alef-beit |

## Versões gravadas
- Entre as primeiras versões gravadas da música, por Nahum Koster (1918) - ouvir no Jewish Music Archive
- versão de Esther no YouTube
- Versão com todas as estrofes por Suzi Stern no Youtube
- Versão de Chava Alberstein
- Versão Hebraicoa por Yael Eilit (2010)
- Versão em Folk-metal por Gevolt (2011)
- Versão Einat Betzalel e a L' Orchestre Festival

A música foi apresentada em trilhas sonoras, incluindo:
- Brothers & Sisters, temporada 1,  episódio 10, "Light the Lights" (2006)[5]
- Schindler's List (1993)
- Next Stop, Greenwich Village (1976)
- Billy Bathgate (1991)[6]

A música é citada na Viola Sonata por Graham Waterhouse, intitulada Sonata ebraica (Sonata Hebraica), escrita entre 2012 e 2013, e gravada em 2015 por Hana Gubenko e Timon Altwegg que a encomendou e a estreou.